# Județul Bihor (interbelic)
Județul Bihor a fost o unitate administrativă de ordinul întâi din Regatul României, aflată în regiunea istorică Crișana. Reședința județului era municipiul Oradea.

## Întindere

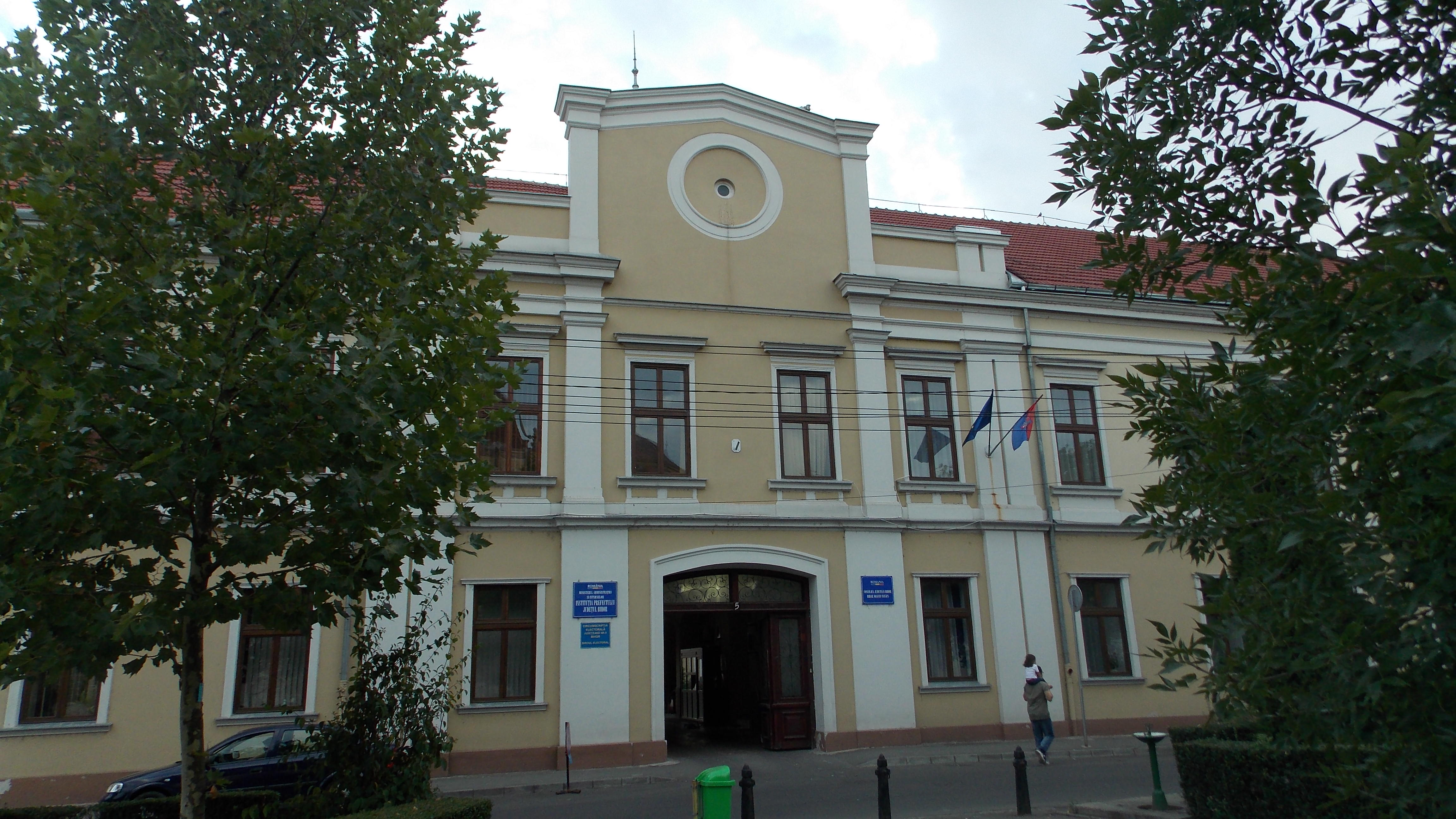
Clădirea Prefecturii județului Bihor din perioada interbelică. Clădirea-monument istoric, construită în anul 1728 și extinsă în 1855, a fost Casa Comitatului Bihor până în 1920. În prezent este situată pe Str. Parcul Traian nr. 5 din Oradea și îndeplinește rolul de sediu al Prefecturii actualului județ Bihor.

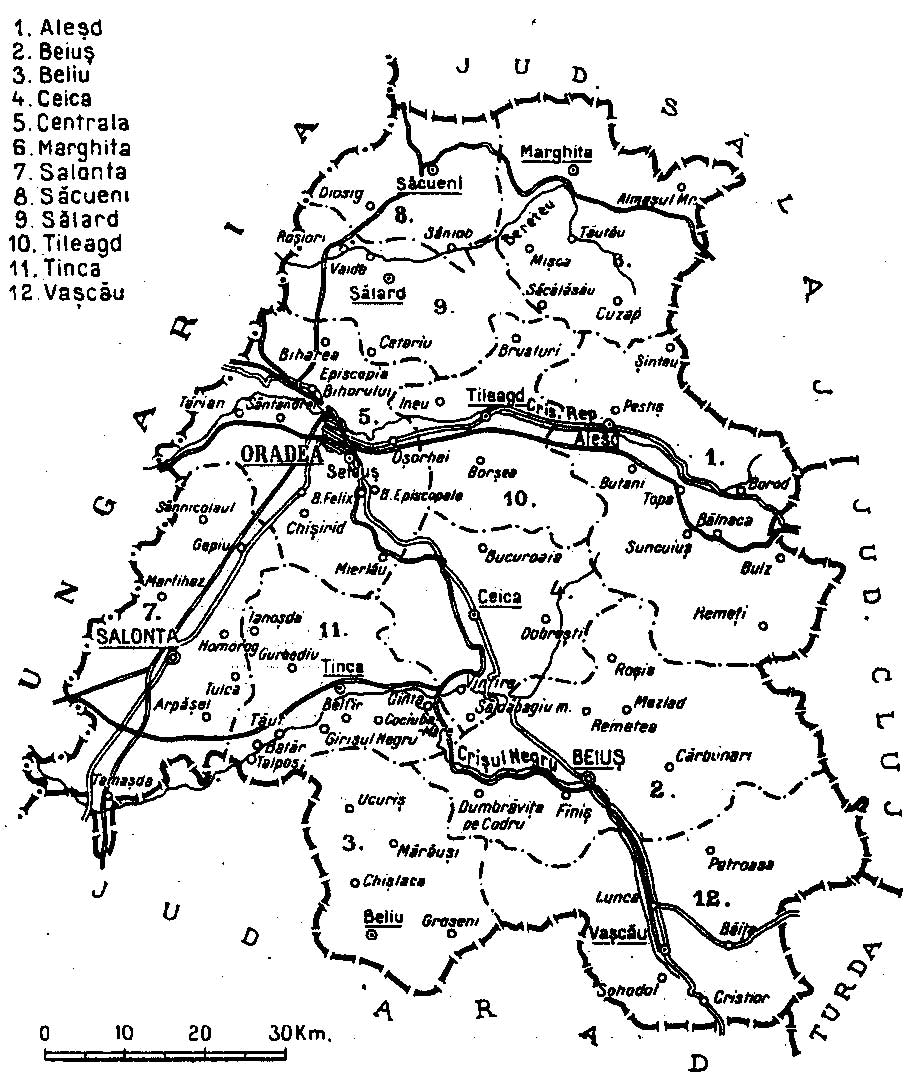
Harta județului, cu dispunerea și denumirea plășilor, în anul 1938.

Județul se afla în partea vestică a României Mari, în centrul regiunii Crișana. Actualmente, teritoriul lui cuprinde mare parte din actualul județ Bihor. Se învecina la vest cu Ungaria, la est cu județele Cluj și Turda, la sud cu județul Arad, iar la nord cu județul Sălaj. Județul a fost desființat odată cu reforma administrativă din 6 septembrie 1950. Ca populație și ca întindere a fost unul din cele mai însemnate județe din perioada interbelică.

## Organizare
Teritoriul județului era organizat în douăsprezece plăși:
1. Plasa Aleșd (cuprindea 41 de sate, avea reședința la Aleșd),
2. Plasa Beiuș (cuprindea 62 de sate, avea reședința la Beiuș),
3. Plasa Beliu (cuprindea 30 de sate, avea reședința la Beliu),
4. Plasa Ceica (cuprindea 47 de sate, avea reședința la Ceica),
5. Plasa Centrală (cuprindea 40 de sate, avea reședința la Oradea),
6. Plasa Marghita (cuprindea 43 de sate, avea reședința la Marghita),
7. Plasa Salonta (cuprindea 19 sate, avea reședința la Salonta),
8. Plasa Săcueni (cuprindea 11 sate, avea reședința la Săcueni),
9. Plasa Sălard (cuprindea 28 de sate, avea reședința la Sălard),
10. Plasa Tileagd (cuprindea 28 de sate, avea reședința la Tileagd),
11. Plasa Tinca (cuprindea 26 de sate, avea reședința la Tinca) și
12. Plasa Vașcău (cuprindea 44 de sate, avea reședința la Vașcău).

În cadrul județului Bihor se aflau trei localități urbane: municipiul Oradea (cunoscut și sub numele de Oradea Mare, reședința județului) și comunele urbane Salonta și Beiuș.

## Populație
Conform recensământului din 1930 populația județului era de 510.318 locuitori, dintre care 61,6% români, 30,0% maghiari, 4,3% evrei, 2,2% cehi și slovaci ș.a. Ca limbă maternă predomina limba română (61,4%), urmată de maghiară (33,8%), cehă (2,0%), idiș (1,5%) ș.a. Din punct de vedere confesional populația era alcătuită din ortodocși (49,8%), reformați (21,0%), greco-catolici (10,7%), romano-catolici (10,4%), mozaici (5,4%), baptiști (2,2%) ș.a.

### Mediul urban
Populația urbană a județului era constituită din 102.277 locuitori, dintre care 54,8% maghiari, 26,4% români, 15,4% evrei, 1% germani ș.a. Ca limbă maternă la oraș predomina limba maghiară (67,9%), urmată de română (24,9%), idiș (4,3%), germană (1,2%) ș.a. Din punct de vedere confesional orășenimea era formată din 31,5% reformați, 20,6% mozaici, 19,3% romano-catolici, 17,5% ortodocși, 9,1% greco-catolici, 1,1% luterani ș.a.

## Materiale documentare

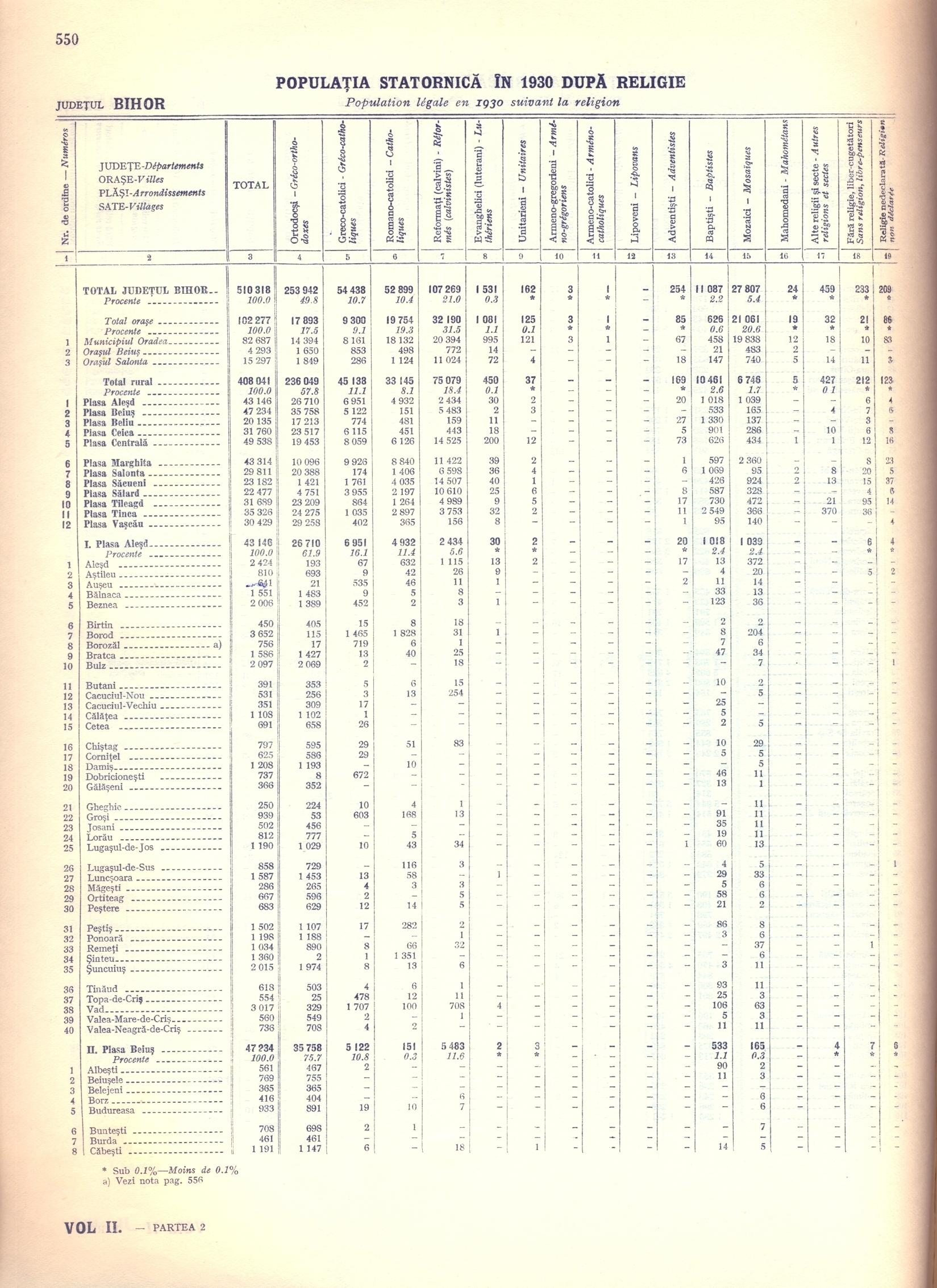
Populația județului în anul 1930, după religie
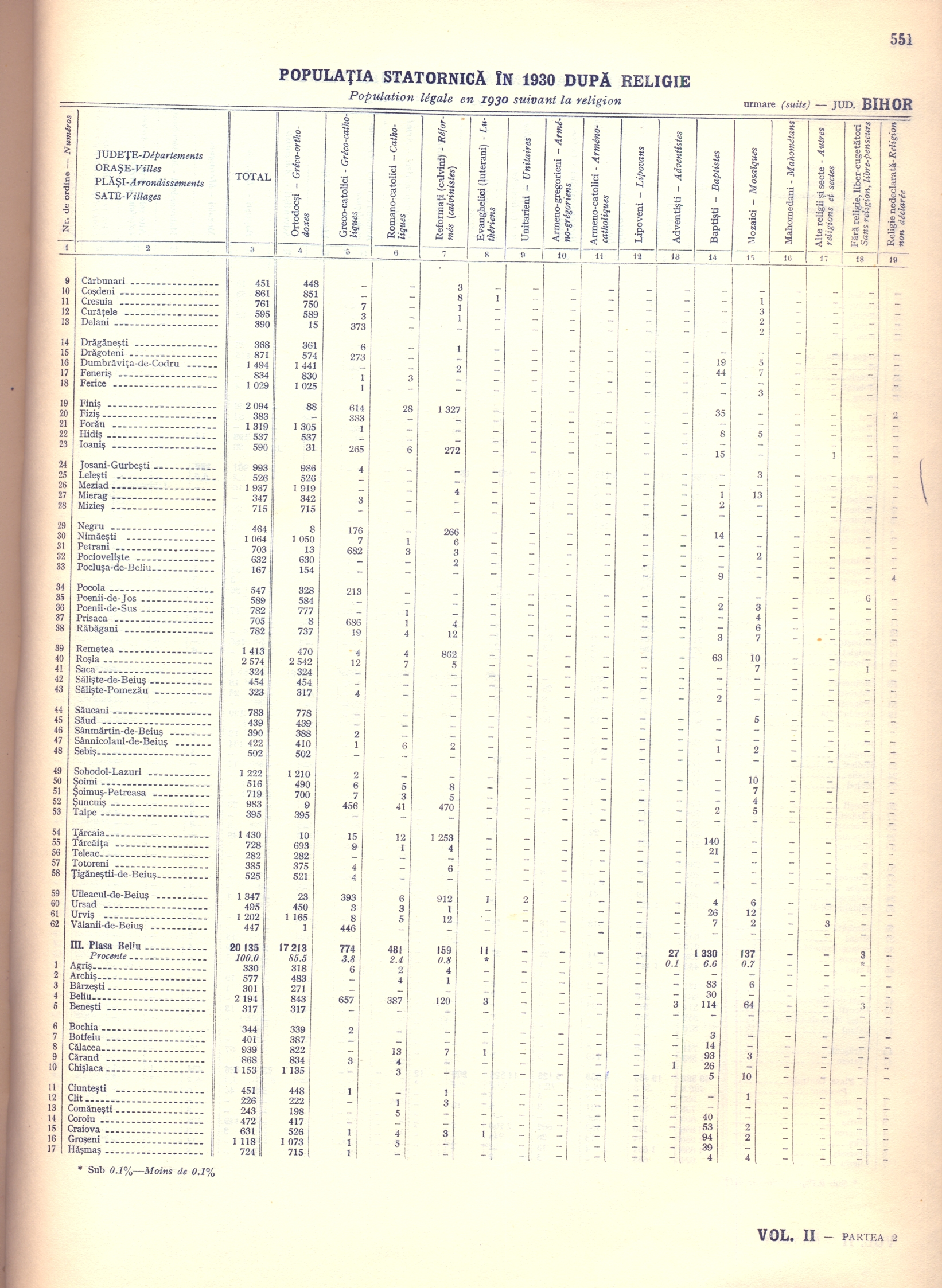
Populația județului în anul 1930, după religie
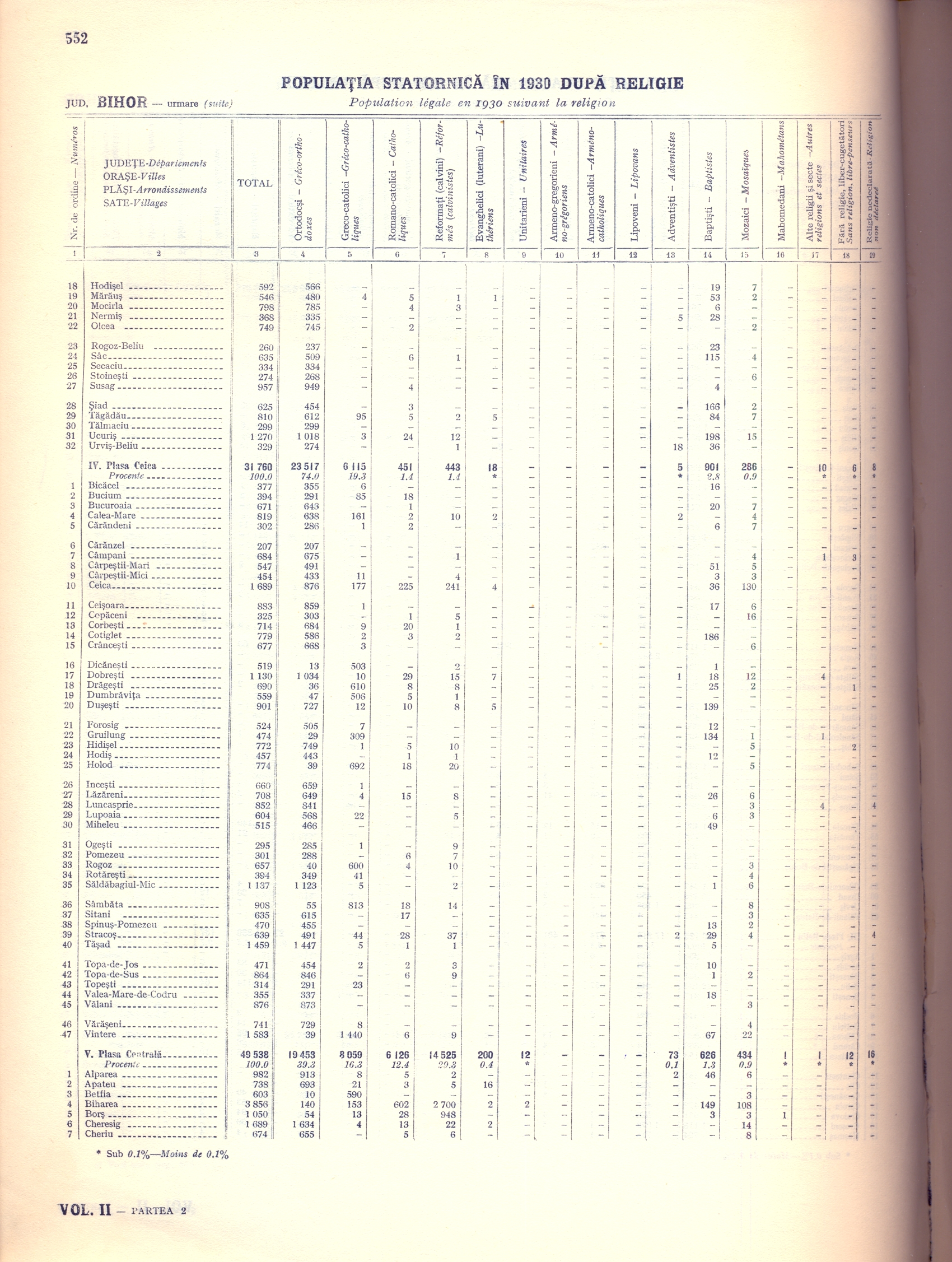
Populația județului în anul 1930, după religie
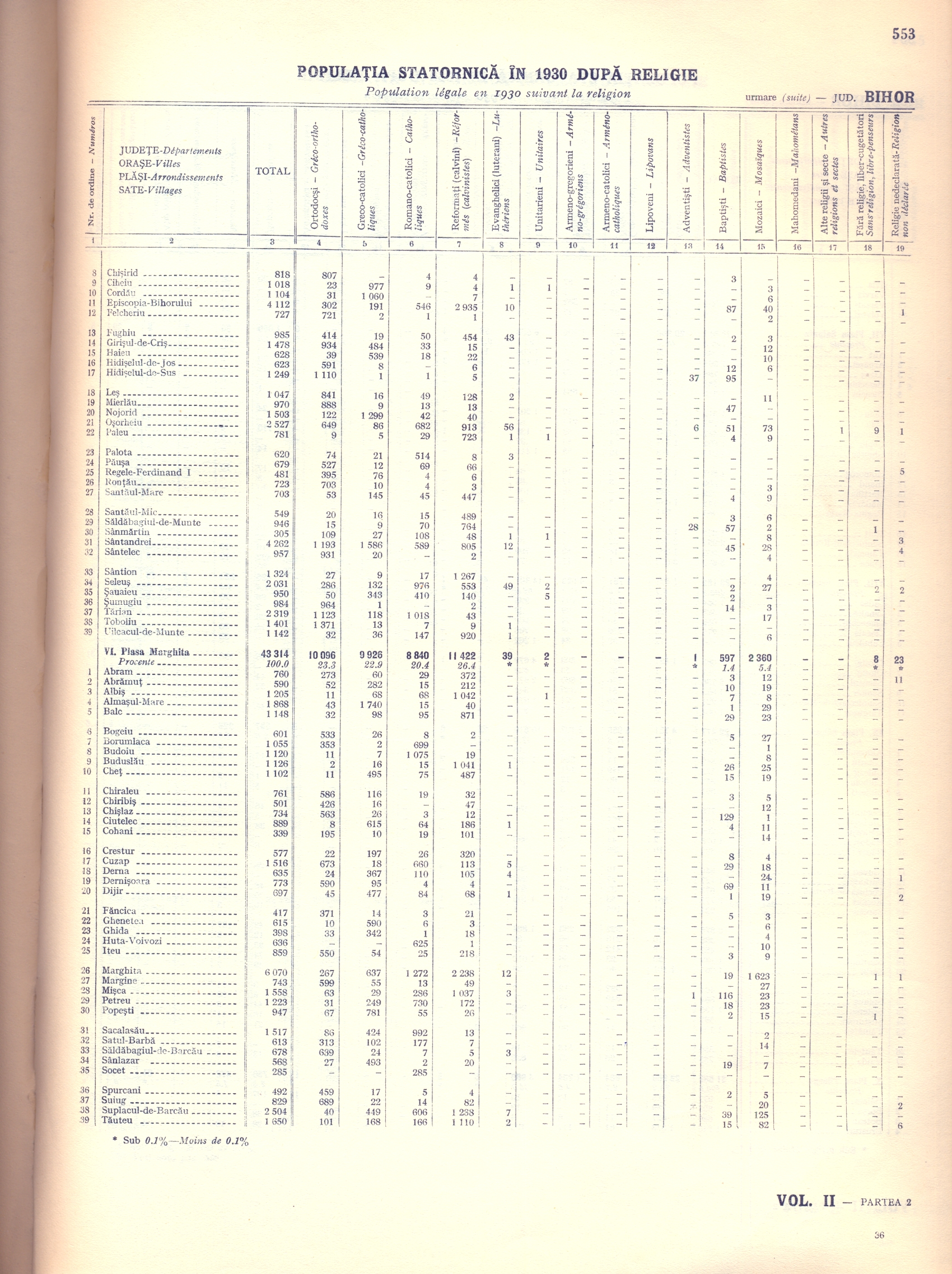
Populația județului în anul 1930, după religie
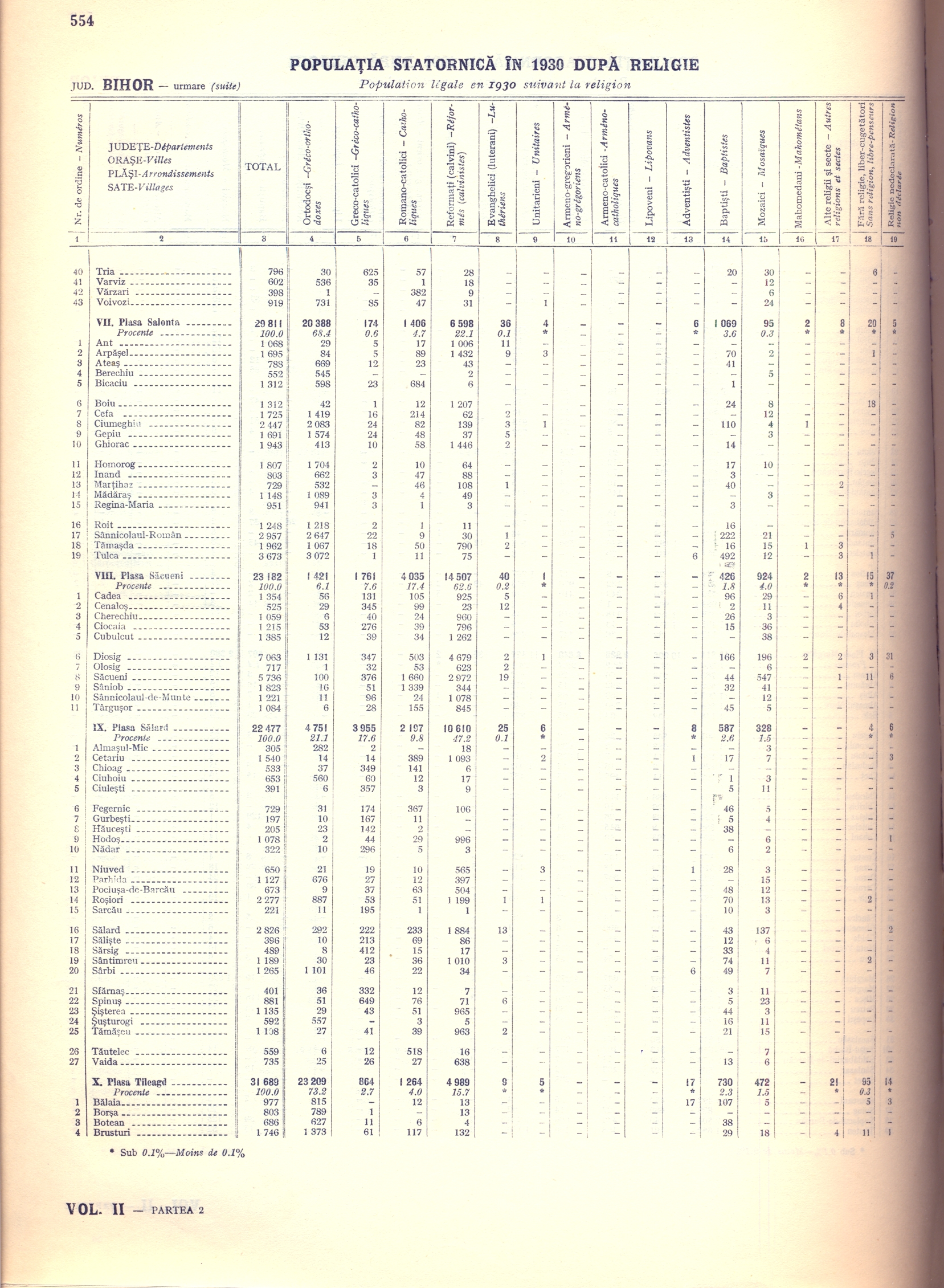
Populația județului în anul 1930, după religie
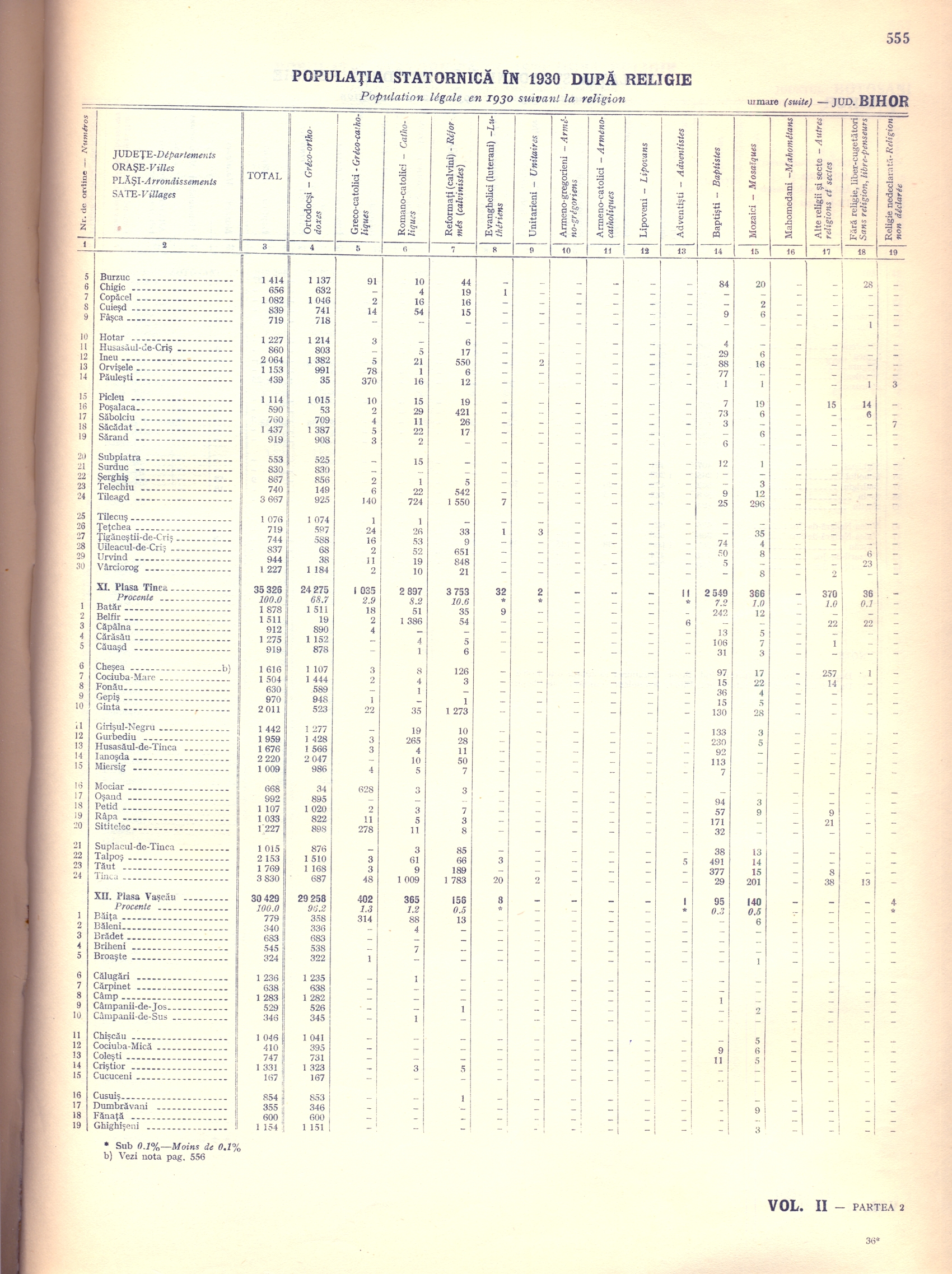
Populația județului în anul 1930, după religie
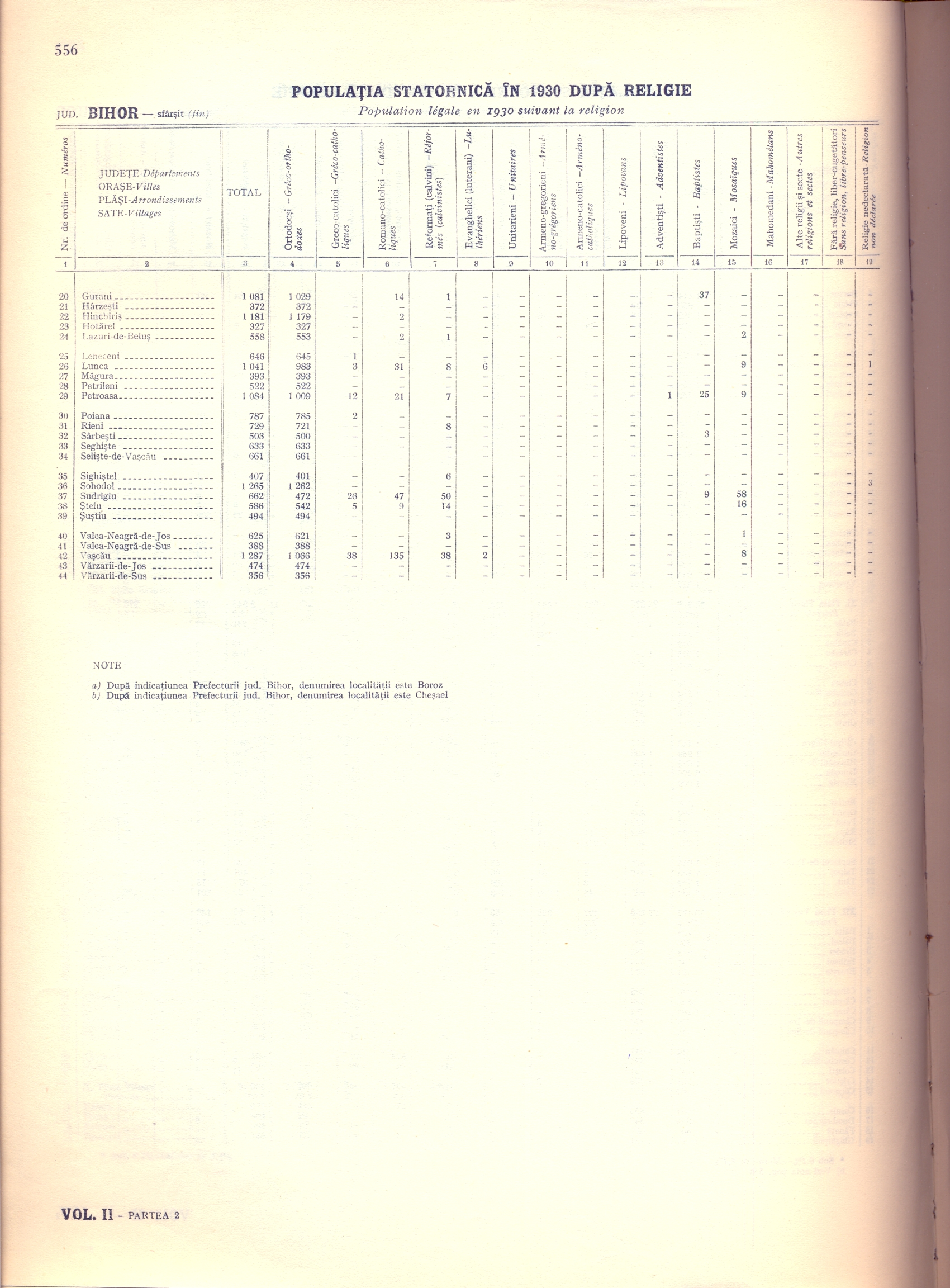
Populația județului în anul 1930, după religie